# フリクション玩具
フリクション玩具とは、玩具の一種。車輪の摩擦を原動力として作動させる玩具である。

## 概要
内部にフライホイール（はずみ車）が内蔵されており、その慣性を利用することによって駆動する。ゼンマイを使わずに駆動できる点が特徴である。

## 歴史
明治年間、東京、御徒町の荒井源六によって原型が考案され、それを応用した機関車や馬車の玩具が作られた。1911年（明治44年）には、後部の車輪を床に摩擦させてはずみ車を回転させる自動車や船の玩具が製作された。
フリクション玩具の人気が本格的に高まるのは第二次世界大戦後であった。ブリキ製の自動車型フリクション玩具が好評を博し、多彩なフリクション玩具が登場した。日本国外にも輸出され、1954年（昭和29年）には、最も輸出された金属玩具となった。1950年（昭和25年）に「サイレン消防車」が開発されて以降、サイレンなどの音声装置を併設したものも登場するようになった。